# Anton Löfgrön den yngre
Anton Löfgrön den yngre, född 26 juli 1693 i Norrbärke, död 10 mars 1736 i Köpings stad, var en svensk präst och rektor.

## Biografi
Anton Löfgrön den yngre föddes på Smedjebacken i Norrbärke 1693. Han var son till bergsfogden Anton Löfgrön den äldre och Anna Danielsdotter Kylander. Han skrevs in som minderårig vid Uppsala universitet 1704 där han blev musikstipendiat under director musices Christian Zellinger 1716 (förlängt till 1727 under Eric Burman). Han var en av de bästa i musiken och sökte 1718 bli Zellingers och 1725 Burmans efterträdare utan att lyckas. De akademiska studierna ledde till magistergraden 1728 på avhandlingen De basso fondamentali med Burman som preses.
Han prästvigdes 1729 som pastorsadjunkt i Norrbärke men förflyttades till prosten Andreas Barchaeus i Norberg där han 1731 blev vice pastor. Han blev rektor vid stadsskolan i Köpings stad där han tillträdde 1734 och 18 juli kunde gifta sig med Brita Elisabeth Barchaea.